# Mercedes-Benz W 157
Der Mercedes-Benz W 157 (Mercedes-Benz 600 K kurz) war der Prototyp eines großen Sportwagens, den Daimler-Benz 1941/42 entwarf und baute. Schon kurz vor dem Zweiten Weltkrieg plante das Unternehmen einen großen Wagen mit Zwölfzylindermotor. Bereits 1937 gab es einen Typ 540 K mit V12-Maschine. In den Jahren 1941 und 1942 entstanden dann verschiedene Prototypen, die als Nachfolger des Typs 580 K gedacht waren.
Der elegante Sportwagen mit 3280 mm oder 3415 mm Radstand sollte als viersitzige Sportlimousine, Coupé, Roadster oder als zweitürige Cabriolets A, B oder C erscheinen. Von diesem Wagen wurden zwölf Prototypen hergestellt. Sie waren mit einem V12-Kompressormotor mit 6020 cm³ Hubraum ausgestattet, der ohne das zuschaltbare Roots-Gebläse 155 PS (114 kW) bei 3600/min und mit dem Kompressor 240 PS (176 kW) leistete. Die Höchstgeschwindigkeit der Fahrzeuge wurde mit 190 km/h angegeben.
Daneben waren noch weitere zwölf Prototypen einer großen Limousine bzw. eines großen Cabriolets entstanden, die als „Mercedes-Benz 600 V“ (ohne Kompressor), bzw. „Mercedes-Benz 600 K“ (mit Kompressor) bezeichnet wurden und die Baumusternummer W 148 erhielten.
Adolf Hitler, der die Übernahme von zwei der Zwölfzylinderfahrzeuge als Dienstwagen ablehnte, verbot die Weiterentwicklung von Luxuswagen, weil sie ihm nicht mehr zeitgemäß erschien.